# Breuil-la-Réorte
Breuil-la-Réorte ist eine französische Gemeinde mit 473 Einwohnern (Stand: 1. Januar 2022) im Département Charente-Maritime in der Region Nouvelle-Aquitaine (vor 2016: Poitou-Charentes); sie gehört zum Arrondissement Rochefort und ist Teil des Kantons Surgères. Die Einwohner werden Réortais genannt.

## Geographie
Breuil-la-Réorte liegt etwa 37 Kilometer östlich von La Rochelle in der historischen Region Aunis. Umgeben wird Breuil-la-Réorte von den Nachbargemeinden Saint-Mard im Norden, Bernay-Saint-Martin im Osten, Puyrolland im Südosten, La Devise im Süden und Westen sowie Surgères im Nordwesten.

## Bevölkerungsentwicklung
| Jahr                      | 1962 | 1968 | 1975 | 1982 | 1990 | 1999 | 2006 | 2013 | 2019 |
| Einwohner                 | 395  | 365  | 328  | 353  | 329  | 312  | 312  | 478  | 453  |
| Quelle: Cassini und INSEE |      |      |      |      |      |      |      |      |      |

## Sehenswürdigkeiten
Siehe auch: Liste der Monuments historiques in Breuil-la-Réorte

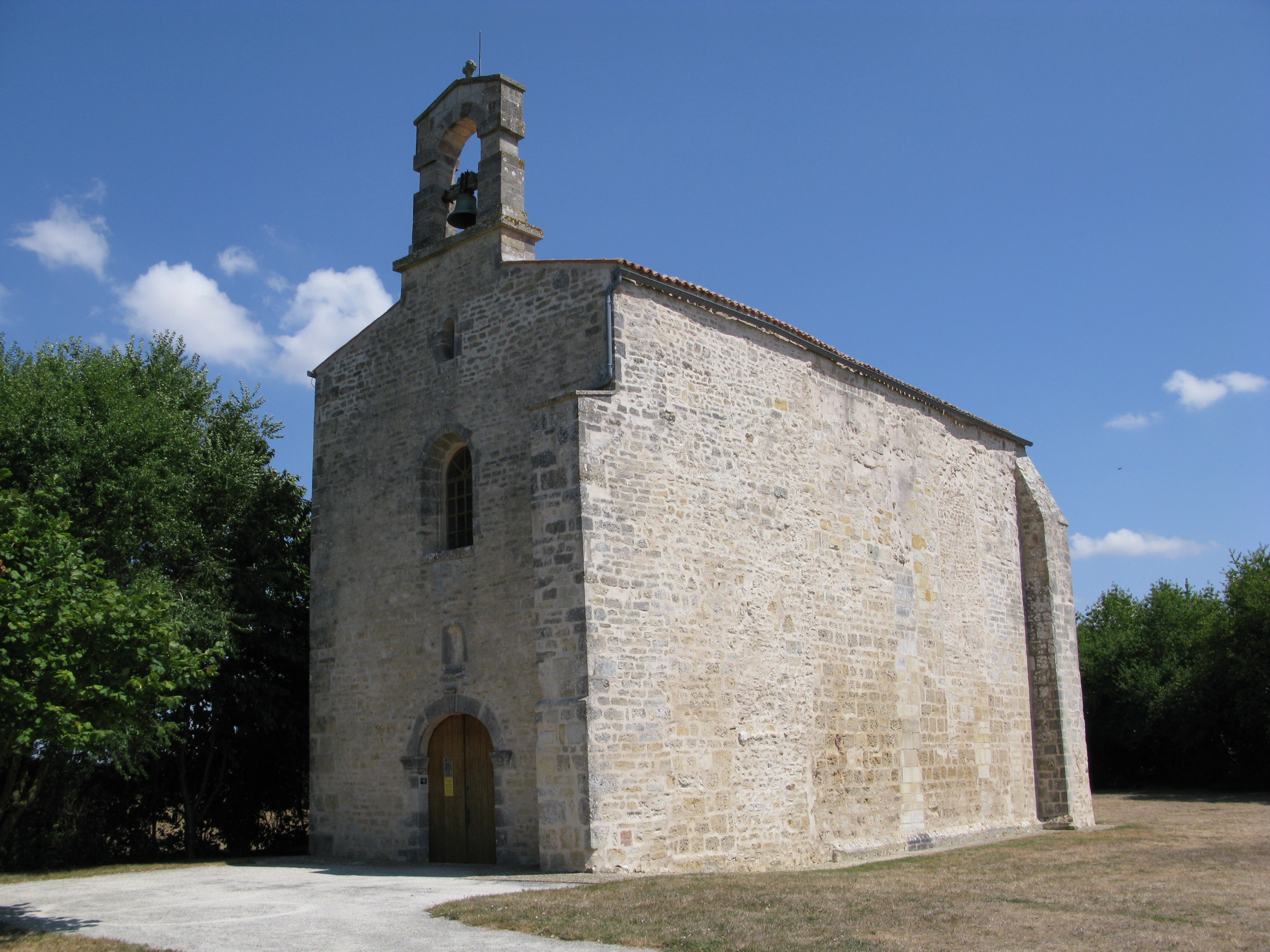
Kirche Saint-Pierre-ès-Liens

- Kirche Saint-Pierre-ès-Liens